# Synagoga w Hamburgu
Synagoga w Hamburgu (niem. Israelitischer Tempel Poolstraße) – nieistniejąca synagoga znajdująca się w Hamburgu, w dzielnicy Neustadt, przy Poolstraße 12-13.
W 1817 roku w Hamburgu powstała reformowana gmina żydowska Neue Tempel, która początkowo używała prowizorycznej synagogi przy Steinweg 42. Ta wkrótce okazała się zbyt mała. O budowie nowej myślano już w 1829 roku, ale decyzję o realizacji podjęto dopiero w latach 40. XIX wieku.
Nowa synagoga została wzniesiona w latach 1842–1844 według projektu Johanna Hinricha Klees-Wülberna. Jej uroczyste otwarcie nastąpiło 5 września 1844 roku. Od końca XIX wieku synagoga zaczęła tracić na znaczeniu, ponieważ Żydzi wyprowadzali się z terenu Starego i Nowego Miasta w Hamburgu. Konieczna stała się budowa nowych synagog przy Beneckestraße 2-6 (1895 rok) i Oberstraße 120 (1931 rok).
Po wzniesieniu tej ostatniej obiekt na Poolstraße zamieniono na magazyn. W 1937 roku gmina żydowska sprzedała dawną synagogę. Podczas nocy kryształowej nie została zniszczona. W czasie II wojny światowej zmagazynowano w niej ławki szkolne. W lipcu 1944 roku została zniszczona podczas nalotu.
Po zakończeniu wojny pozostawiono w formie trwałej ruiny zachodnią halę wejściową i wschodnią apsydę.